# Rabenhauptkazerne
De Rabenhauptkazerne was een kazerne van de Nederlandse krijgsmacht aan de Hereweg in het zuiden van de stad Groningen. De kazerne was vernoemd naar de 17e-eeuwse militair Carl von Rabenhaupt, die een belangrijke rol speelde bij het Gronings Ontzet.

## Geschiedenis

### Bouw
De kazerne huisvestte het garnizoen Groningen, dat in de 19e eeuw werd geformeerd bij de stationering van het 12e Regiment Infanterie in Groningen. Nadat het provinciebestuur in 1875 voor een kazerne koos in plaats van een gerechtshof (dat toen in Leeuwarden werd gebouwd), werd begin jaren 1890 een terrein op de Rijksgronden van de voormalige Helperlinie met een oppervlakte van 6952 m² uitgekozen voor de bouw van de kazerne. Nadat de Tweede Kamer in 1893 haar goedkeuring gaf, begon in 1895 de bouw van het 158 meter lange kazernegebouw met 44 meter brede paviljoens. Het gebouw werd net als de kazernes van Assen en Ede gebouwd door de Dordtse aannemer J.J. van Sluisdijk en werd ontworpen in de stijl van de neorenaissance. In 1897 werd het gebouw voltooid, waarna het garnizoen verhuisde naar het gebouw vanaf haar oude locatie aan het Nieuwe Kerkhof. Het gebouw was zeer modern voor die tijd en had een eigen badinrichting en douches. Achter het terrein werd een haven aangelegd, die via het Helperdiepje aansluiting had op het Noord-Willemskanaal en het Winschoterdiep.

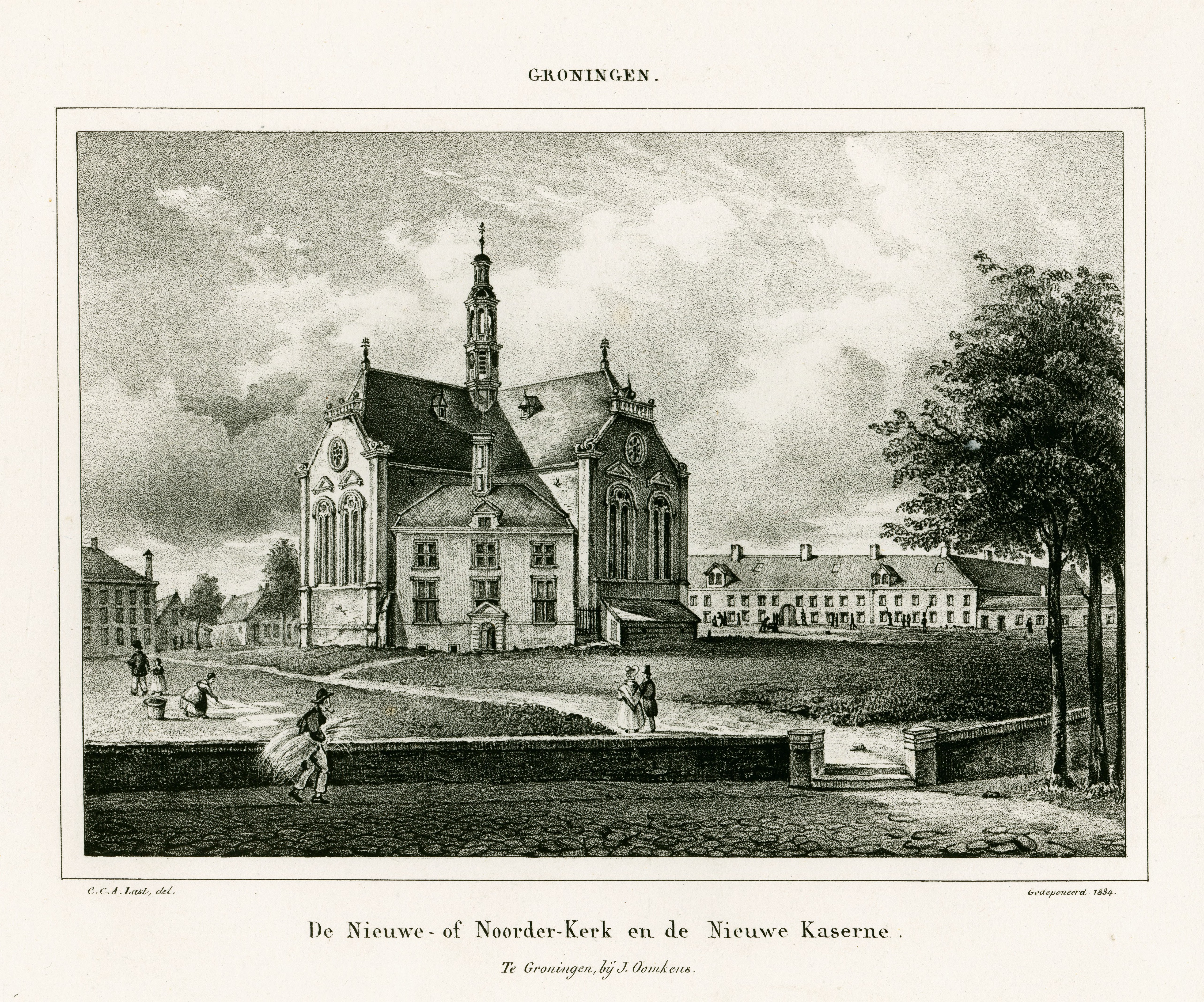
De voorloper van de kazerne: De Nieuwe Kazerne rechts achter de Nieuwe Kerk op een tekening van Carel Christiaan Antony Last uit 1834
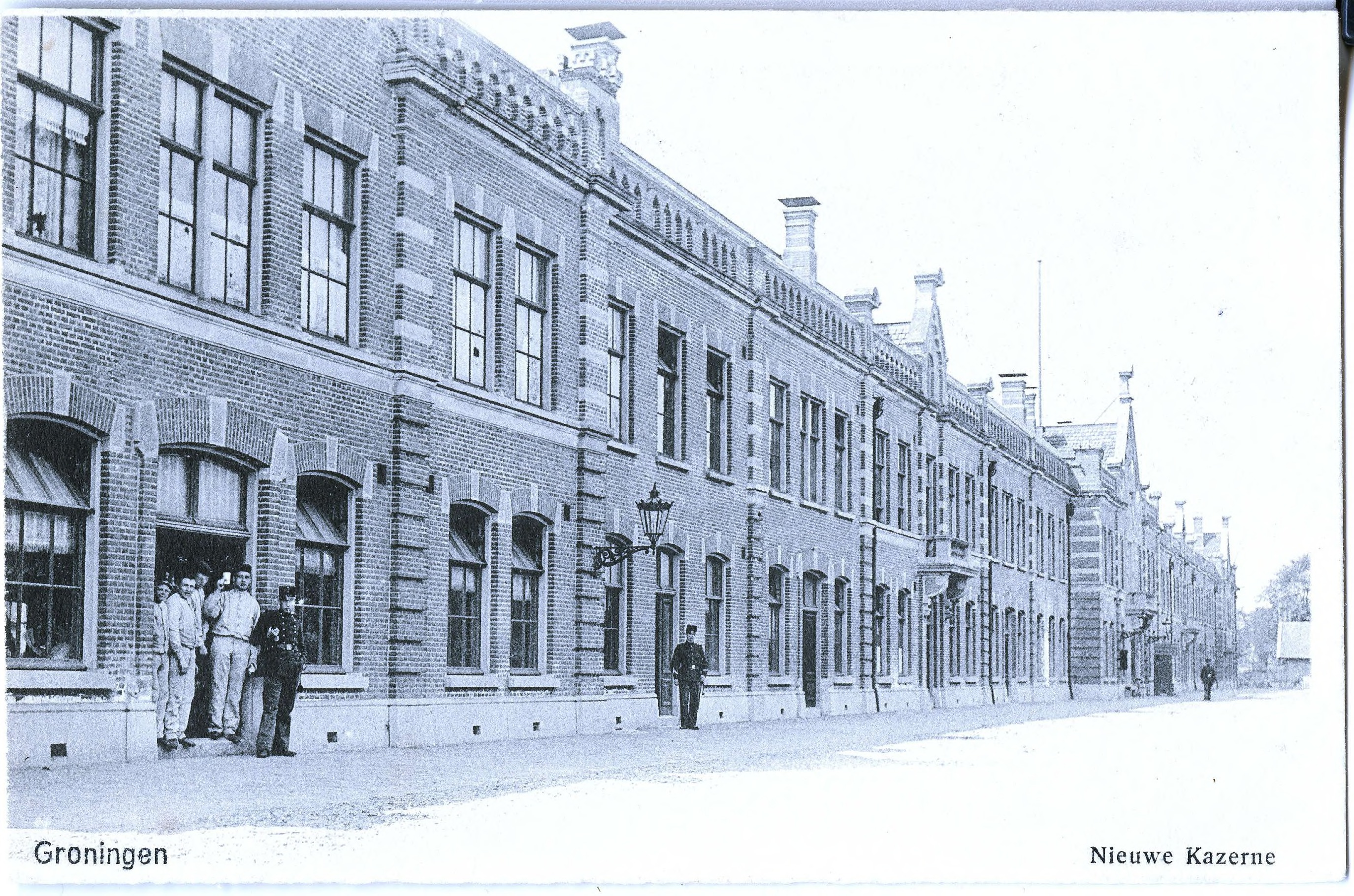
Vooraanzicht rond 1900

### Operationele periode
Veel Groningse jongemannen kregen in dit gebouw hun keuring voor de militaire dienst. Het 12e Regiment Infanterie bestond bijna volledig uit dienstplichtigen uit de provincie Groningen.
Tijdens de Eerste Wereldoorlog in Nederland verbleven er in 1914 een deel van de 1500 Britse matrozen van met name de First Royal Naval Brigade. Omdat de kazerne hierdoor overvol raakte, werden deze vanaf 1915 geïnterneerd in de door henzelf gebouwde barakken van het Engelse Kamp ('Timbertown'). Dit kamp werd na de oorlog tot een dependance van de kazerne gemaakt, waar dienstplichtigen en officiersgezinnen woonden en vanaf 1922 ook jongemannen moesten opkomen voor de keuring voor de militaire dienst. In 1938 werden de vervallen gebouwen echter afgebroken.
Tijdens de Tweede Wereldoorlog werd de kazerne ingericht voor de Duitse Wehrmacht, terwijl het Engelse Kamp werd ingericht voor soldaten van de Kriegsmarine (het Otto Weddingenlager). Na de Meistaking van 1943 werden bij de kazerne verzetsstrijders Harm Bakker, Berend Trip en Broer de Witte geëxecuteerd op de pistoolbaan.

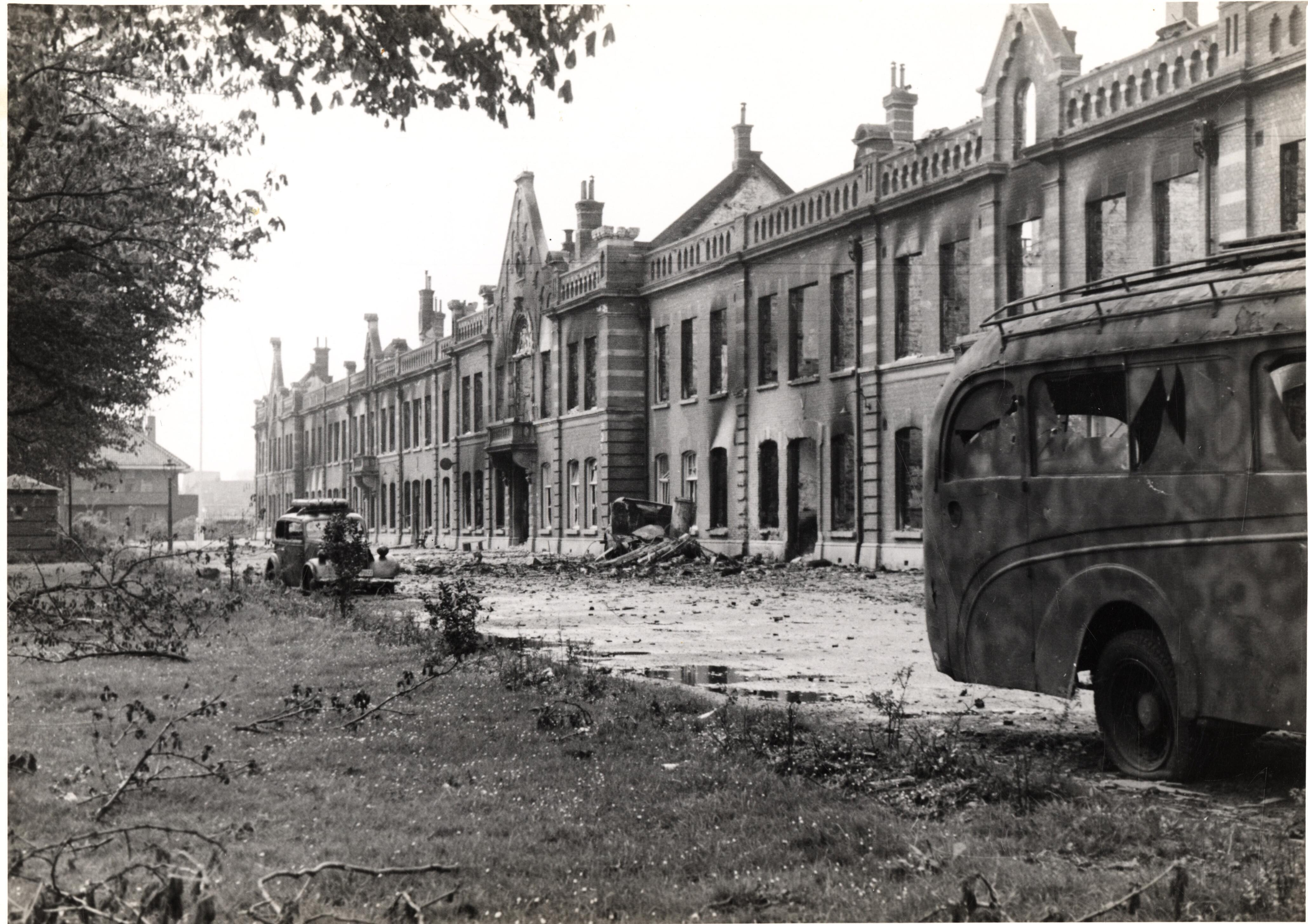
De uitgebrande Rabenhauptkazerne in 1945

Bij de bevrijding in 1945 was het de bedoeling van de Duitsers geweest om de kazerne als een belangrijke versterking te gebruiken, maar door de snelle opmars van de geallieerden moest dit plan worden opgegeven. Tijdens de strijd werd het gebouw op 14 april door Canadees artillerievuur vanuit Eelderwolde in brand geschoten. De schade was zo groot dat na de oorlog besloten werd om alles te slopen. Het oude kazernehek is herplaatst bij een recreatiewoning aan de Wolddeelen.

### Na de sloop
Na de sloop bleef het terrein in gebruik bij het garnizoen Groningen en verschillende andere legerdivisies, commando's en de Koninklijke Marechaussee. Ook bleef het de locatie voor keuringen voor de militaire dienstplicht, waarvoor een nieuw keuringsgebouw werd gebouwd. Op het terrein werd in 1955, in de hoogtijdagen van de Koude Oorlog, ook een atoombunker gebouwd, van waaruit het luchtwachtcentrum Groningen opereerde.
In de loop van de naoorlogse periode werd het aantal militairen in rap tempo verminderd; van ongeveer 400 na de oorlog naar ongeveer 30 in de jaren 1970. In 1974 werd het garnizoen opgeheven en verplaatst naar Assen en in 1990 vertrok het laatste legeronderdeel. Het terrein kwam vervolgens leeg te staan en werd gebruikt door krakers en er verrees ook een dependance van de Van Mesdagkliniek. In 1992 werd het terrein deels gesaneerd door het Ministerie van Defensie in Assen. De atoombunker werd vervolgens gekraakt en in gebruik genomen door muziekbands om er te oefenen en voor punk-, house- en rockfeesten.

### Woningbouwlocatie
In 1998 werd het terrein aangekocht door de gemeente om het om te vormen tot een woningbouwlocatie. De bakkerij, verschillende andere munitieopslagplaatsen en het keuringsgebouw voor dienstplichtigen werden daarvoor gesloopt, waarna het terrein werd gesaneerd. Voor het toen astronomische bedrag van 5 miljoen gulden werd het terrein vervolgens bouwrijp gemaakt, waarmee het de duurste woningbouwlocatie tot dan toe werd. Op het terrein verrezen 44 villa's naar ontwerp van Gunnar Daan (gemiddelde prijs destijds: 500.000 gulden), een kantoorgebouw en werd een ecologisch wandelpad aangelegd. Het inmiddels aanwezige bos werd verkleind tot een parkje.
Het meest prominente gebouw dat herinnert aan de voormalige kazerne is de voormalige villa van de garnizoenscommandant. Naast de villa herinnert ook een voormalig munitiedepot op het middenterrein nog aan de kazerne. Dit gebouwtje is ingericht voor de huisvesting van vleermuizen. In 2014 werd de voormalige atoombunker ook als overwinteringsplaats voor vleermuizen ingericht. In de bodem van het terrein bevinden zich nog resten van de vroegere Helperlinie, die tot archeologisch gemeentelijk monument zijn verklaard.

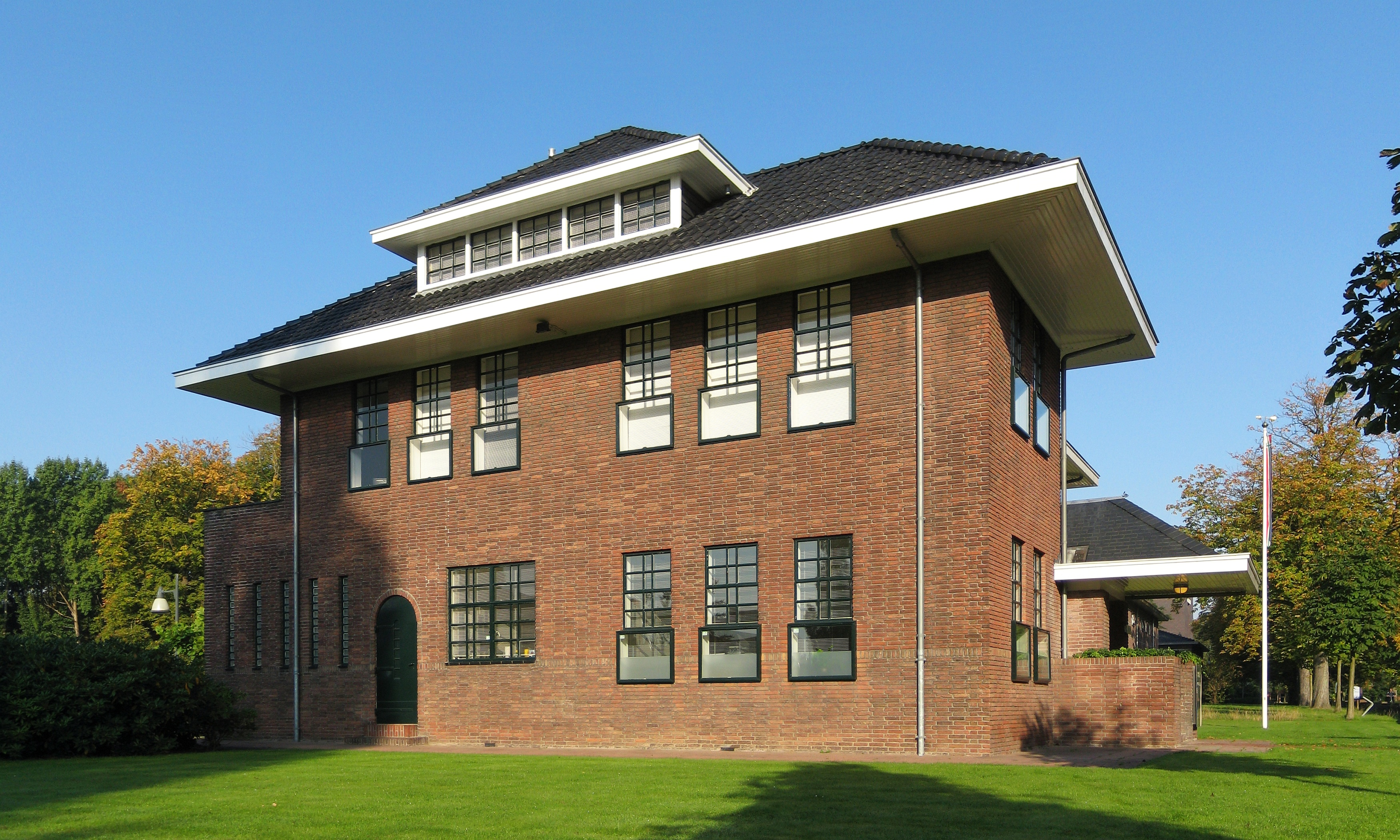
Voormalige villa van de garnizoenscommandant
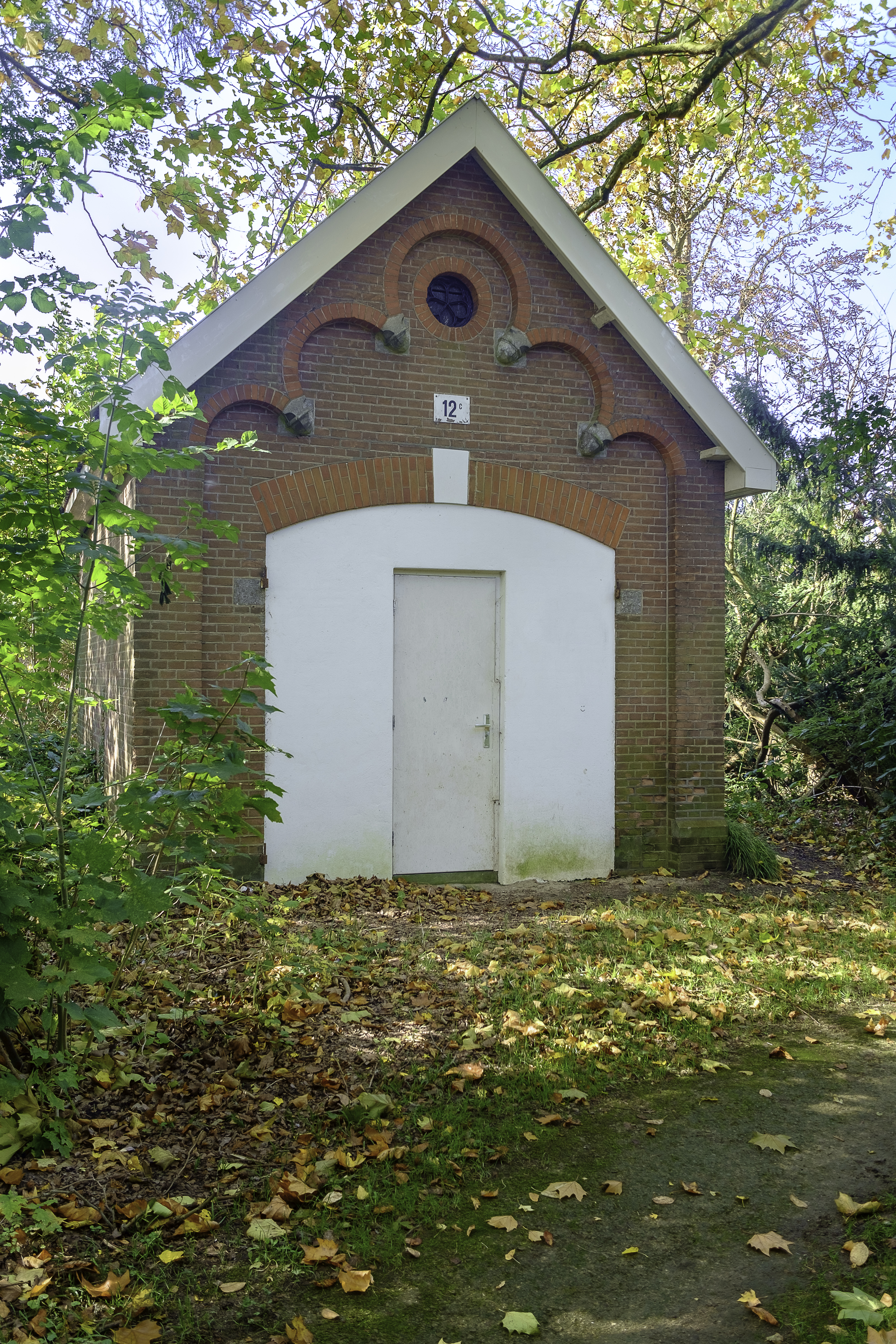
Voormalig munitiedepot
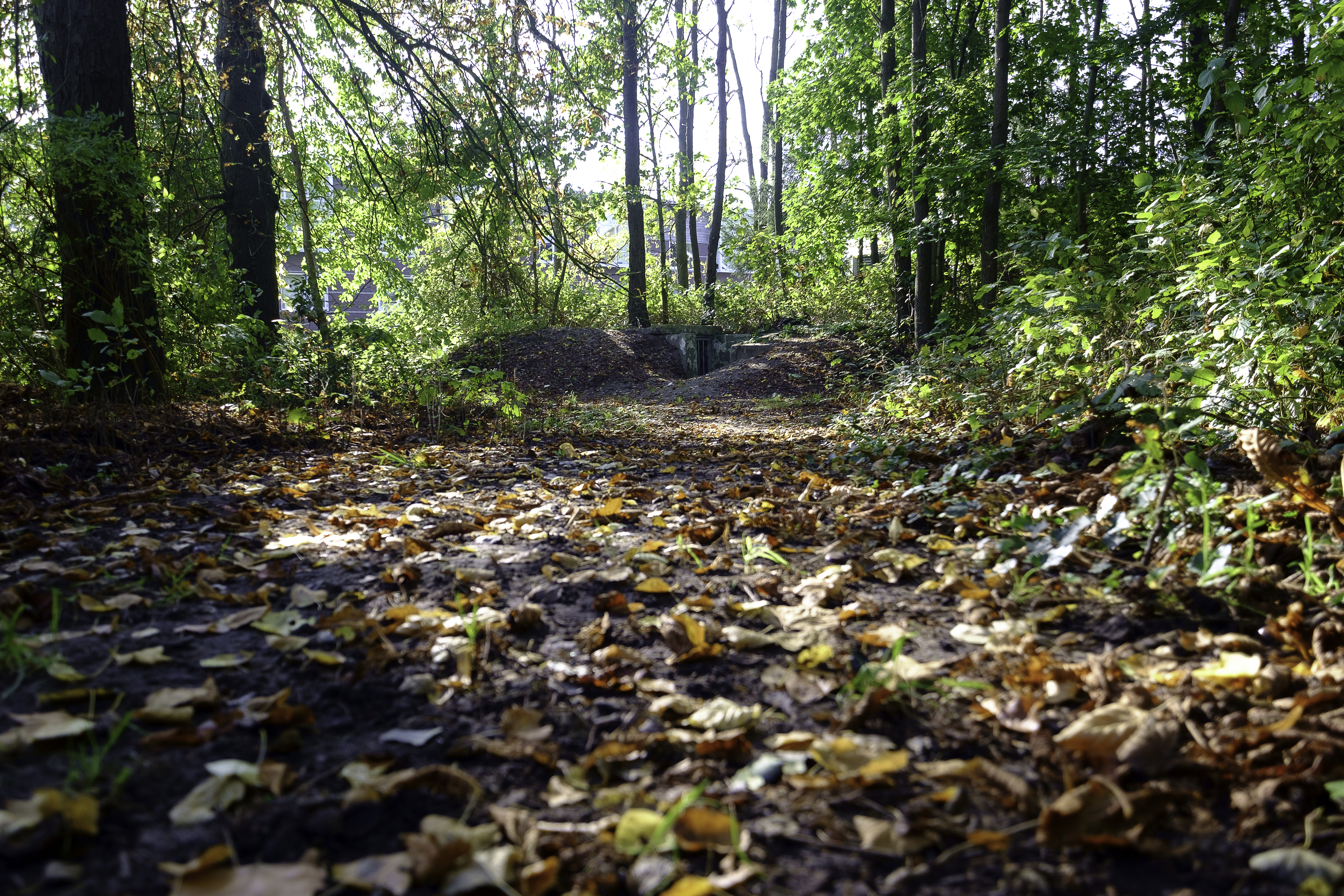
Toegang tot de voormalige atoombunker
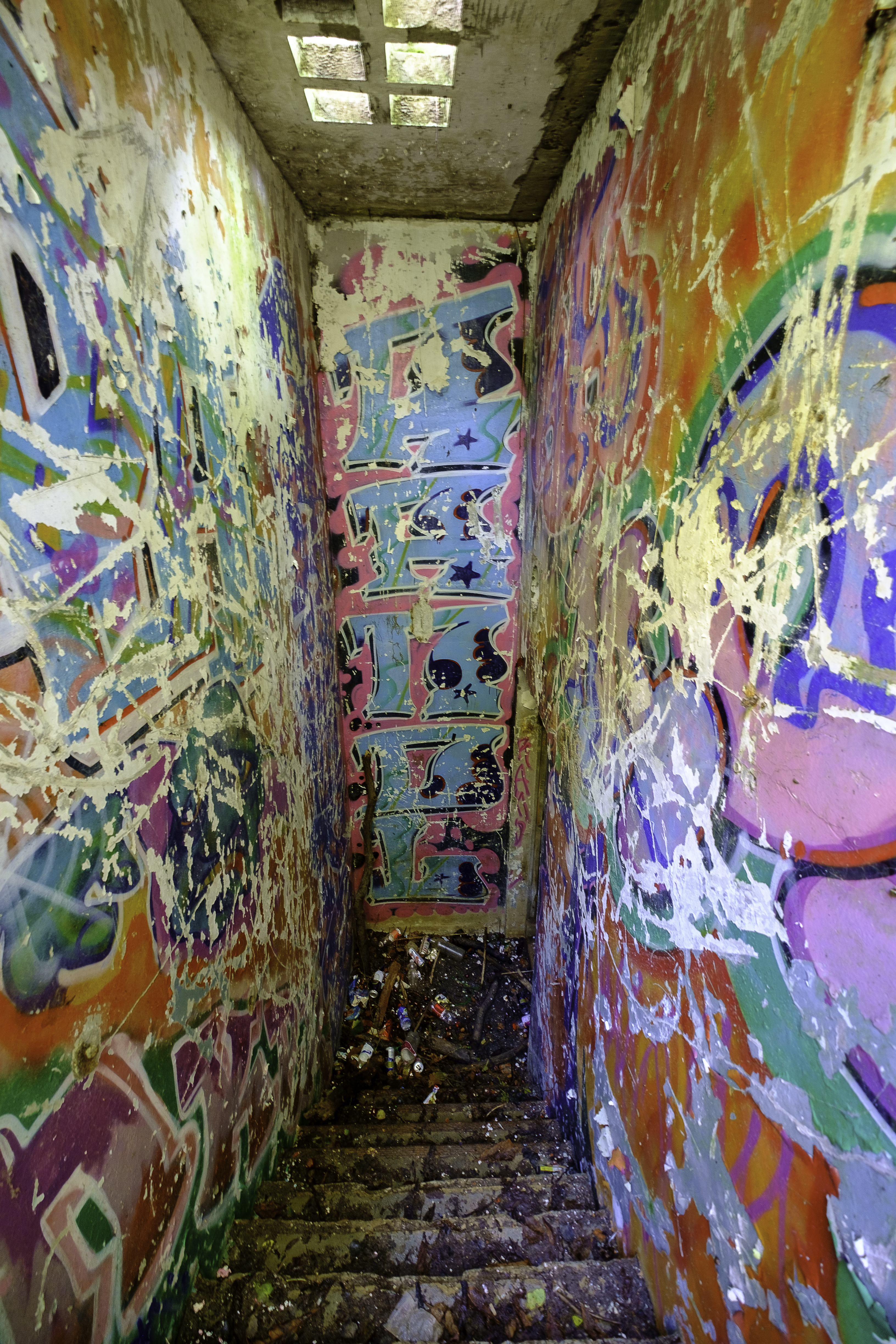
Toegangstrap naar de ingang van de bunker. In het plafond de typische raatbouwelementen uit de jaren 1950

## Buste van Thomson
Naast de monumentale vroegere villa van de garnizoenscommandant staat de buste van majoor Lodewijk Thomson. Dit borstbeeld werd hier oorspronkelijk in 1919 geplaatst, omdat hij afkomstig was van dit garnizoen. Na de sloop van de kazerne werd de buste verplaatst naar een veldje bij de naastgelegen onderwijsinstelling en in 1996 naar zijn graf op de Zuiderbegraafplaats. In 2003 werd het beeld weer verplaatst naar zijn oude locatie, zij het 10 meter zuidelijker.

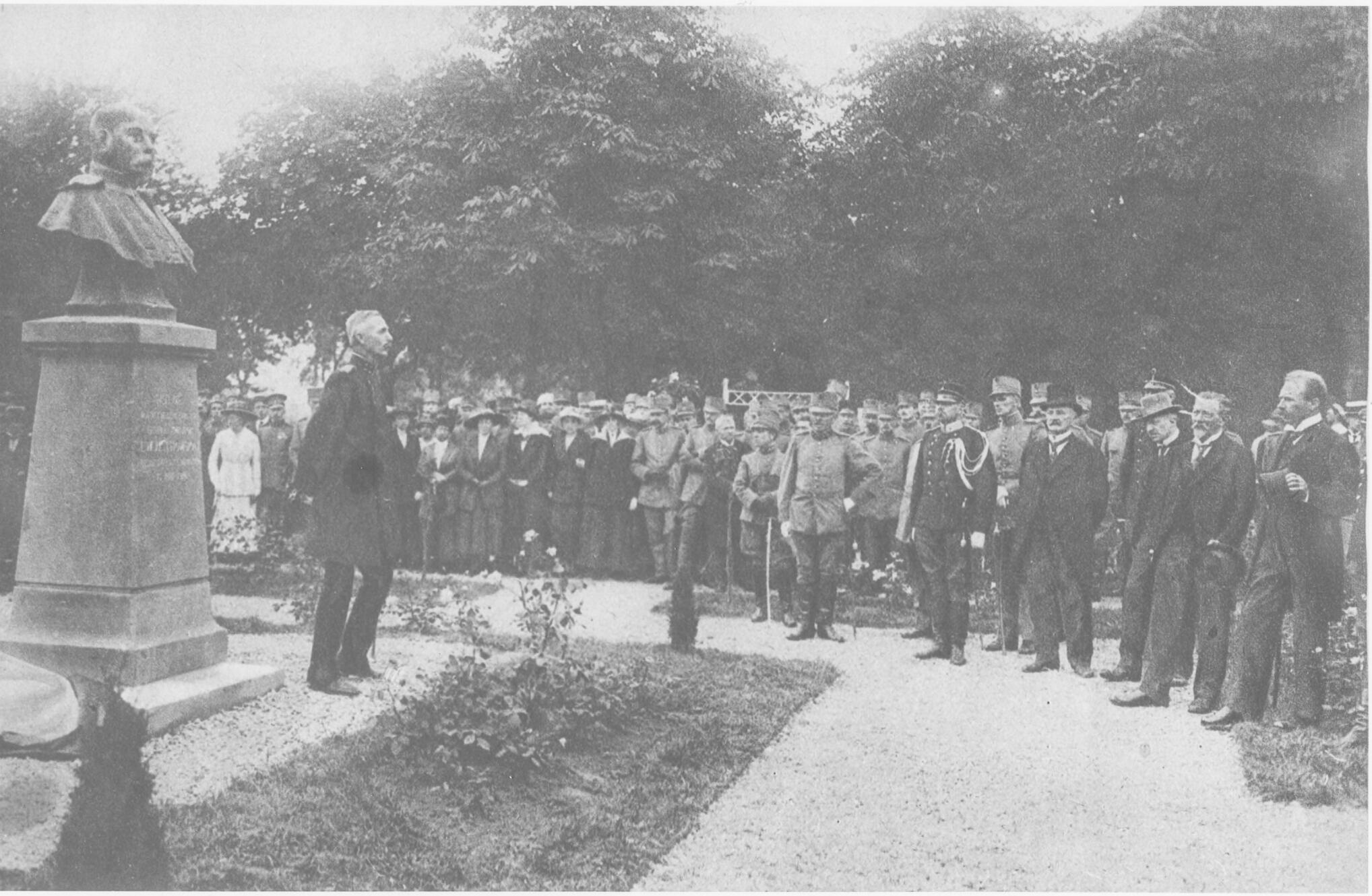
Onthulling van het borstbeeld van Thomson in 1919. Luitenant-generaal Pop hield hierbij een toespraak.
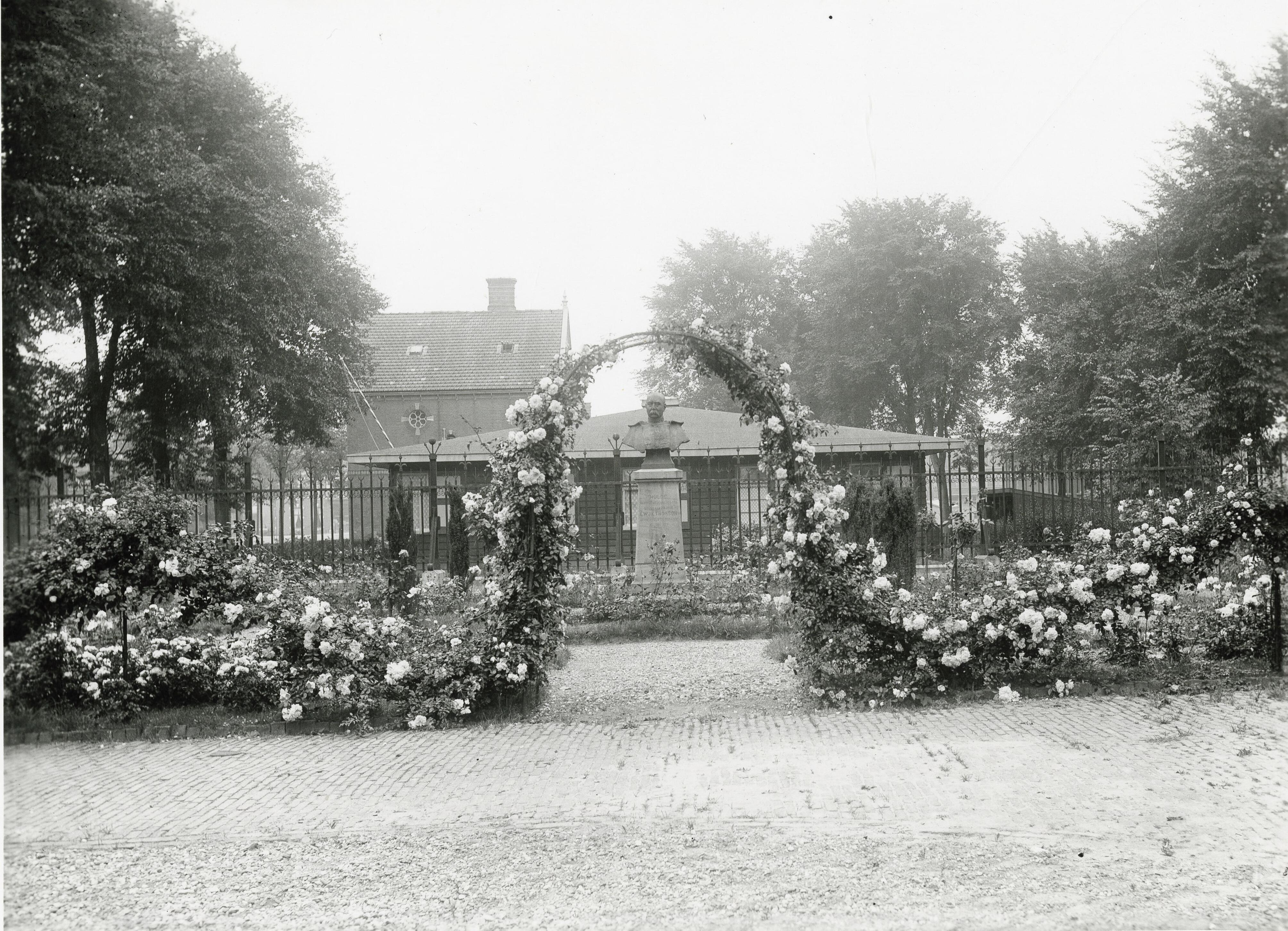
Het borstbeeld rond 1920 met een rozenboog ervoor.
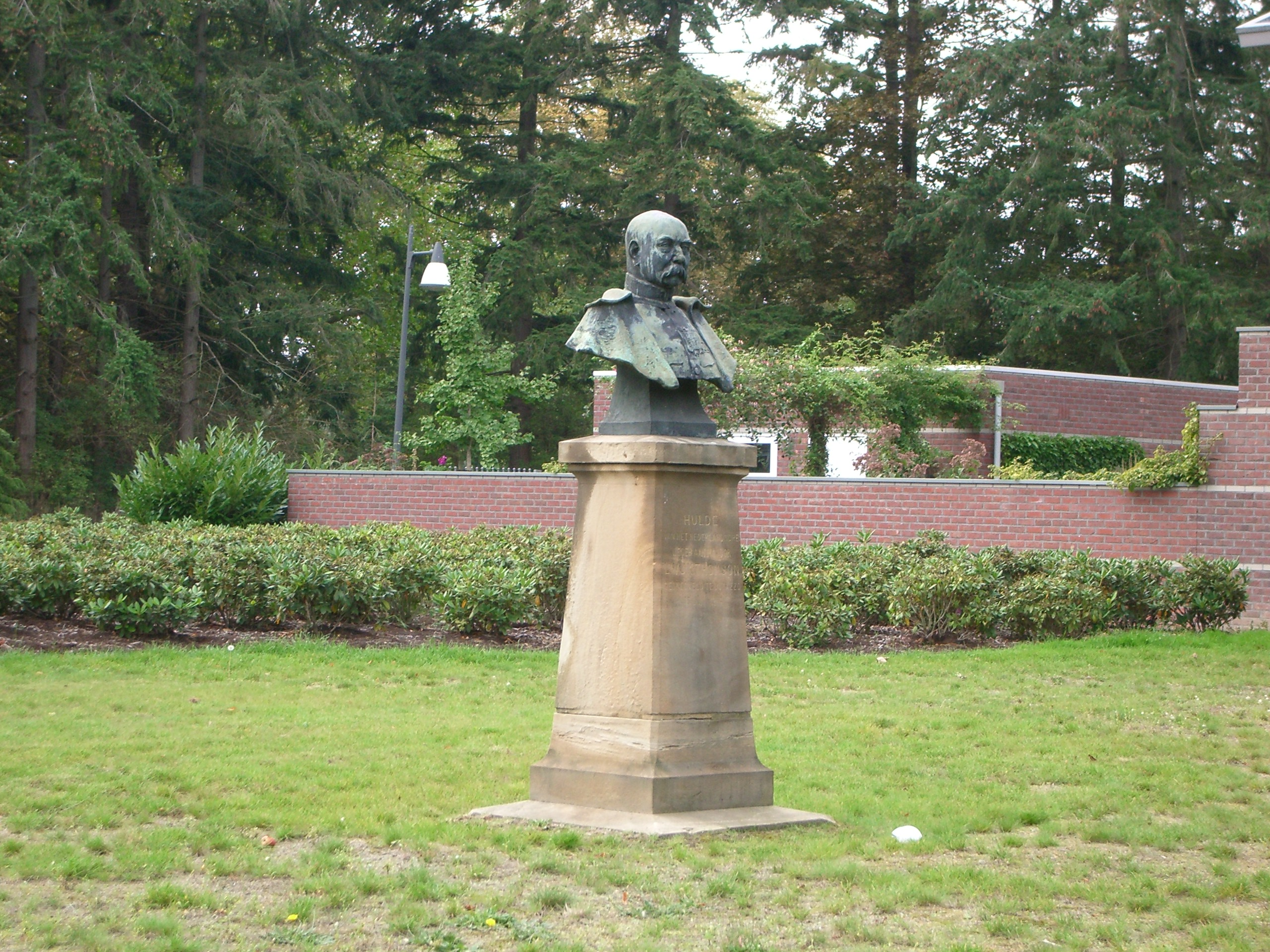
Het borstbeeld op zijn huidige locatie